# Bárczi Géza
Bárczi Géza (Zombor, 1894. január 9. – Budapest, 1975. november 7.) Kossuth-díjas magyar nyelvész, egyetemi tanár, a Magyar Tudományos Akadémia levelező (1939), majd rendes (1947) tagja. Az egyik legnagyobb magyar nyelvtörténész, a tudós- és tanárképzés példamutató egyénisége. Főbb kutatási területei a magyar nyelvtörténet (kiváltképpen hangtörténet, történeti alaktan, szókészlettan, etimológia, névtan), a nyelvváltozatok vizsgálata (történeti és leíró nyelvjáráskutatás, a pesti nyelv, az argó), a romanisztika (a magyar nyelv francia jövevényszavai), a nyelvművelés és az eszperantó nyelv művelése volt.

## Életútja
Édesapja, Bárczi Iván Trencsén vármegyéből származott. Jogot végzett köztisztviselőként került pályája elején a bácskai Zomborba feleségével, a Bars vármegyei Léváról származó Sántha Bertával. Bárczi Géza alsó és középfokú iskoláit szülővárosában, Zomborban végezte. Gimnazista korában a latin és a német mellett megtanult törökül és eszperantóul is. Turkológusnak készült, de felsőbb éveiben az eszperantó nyelvet is rendszeresen tanította a főgimnáziumban.
Egyetemi tanulmányait 1911-ben kezdte meg a Budapesti Tudományegyetem magyar–latin–görög szakán. Tagja volt az Eötvös József Collegiumnak, s az igazgató, Bartoniek Géza irányítását követve később a francia szakot is fölvette. 1914 nyarán „B. G. úr” ösztöndíjas tanulmányútra küldte Franciaországba. Ott érte a világháború kitörése. Több diáktársával együtt a Noirmoutier-szigetre (a hírhedt Fekete kolostorba) internálták, ott raboskodott két és fél évig. Közben olaszul és spanyolul tanult. 1917 elején a Nemzetközi Vöröskereszt közbenjárására került át Svájcba. Beiratkozott a Lausanne-i Egyetemre , ahol főszakként a franciát, mellékszakként az olaszt és a spanyolt választotta. Az összehasonlító kutatások vonzották, romanista akart lenni. 1919 tavaszán tért haza. Még ebben az évben letette a szakvizsgát magyarból, valamint az összevont alap- és szakvizsgát franciából, majd 1920-ban megszerezte magyar–francia szakos tanári oklevelét is. Lausanne-i évei alatt ismerkedett meg leendő feleségével, aki követte őt Magyarországra, s munkáiban filológiai segítőtársa is lett. Publikációiban B. Simond Renée néven szerepel. 1920-ban Csillaghegyen telepedtek le, életük végéig itt volt az otthonuk.
Bárczi 1919 és 1941 között középiskolai tanár volt. 1920-tól a budapesti Magyar Királyi Állami Eötvös József Reálgimnáziumban, 1929-től a Magyar Királyi Állami Trefort Utcai Gyakorló Főgimnáziumban tanított. Ez idő alatt tankönyvíróként is jelentős munkát végzett: francia nyelvkönyveit évtizedeken át használták a közoktatásban.
1926-ban doktori fokozatot szerzett a szegedi Magyar Királyi Ferenc József Tudományegyetemen. Értekezésének címe: A francia r hang történetéhez. Ugyanitt 1932-ben habilitált „Az ófrancia nyelv és nyelvtörténet” tárgyköréből. A szegedi egyetem Francia Filológiai Intézetében 1932-től 1940-ig órákat adott mint magántanár, megerősítve ezzel a francia nyelvészet oktatását. 1938-ban a budapesti egyetemnek is magántanára lett.
1941-ben, Csűry Bálint halála után a debreceni Magyar Királyi Tisza István Tudományegyetem Magyar és Finnugor Nyelvészeti Tanszékének tanszékvezető egyetemi tanárává nevezték ki. Életének debreceni időszaka 1952-ig tartott, magyar nyelvtudományi munkássága ekkor bontakozott ki rendkívüli erővel. Órái átfogták a történeti és a leíró nyelvtudomány minden területét. Itt alakult ki közeli tanítványainak, majd kollégáinak köre, melybe a következők tartoztak: Abaffy Erzsébet, Papp László, P. Hidvégi Andrea, B. Lőrinczy Éva, Szathmári István és később D. Bartha Katalin is.
1952-ben az Eötvös Loránd Tudományegyetemen létrehozták a II. sz. Magyar Nyelvészeti Tanszéket, melynek vezetésére Bárczit kérték fel. Ő azzal a feltétellel vállalta a megbízatást, hogy munkatársait is magával hozhatja Budapestre. 1969-ig volt tanszékvezető egyetemi tanár, 1971-ben ment nyugdíjba. Élete végéig tartott nyelvtörténeti szakszemináriumokat. Hetvenedik és nyolcvanadik születésnapja alkalmából egy-egy tanulmánykötet jelent meg a tiszteletére (1963, 1973). Töretlen barátság fűzte Pais Dezsőhöz, akivel 1952 és 1959 között párhuzamosan vezették a két nyelvészeti tanszéket. Tudományszeretetük és pedagógiai felfogásuk több nemzedék számára példát jelentett.

## Munkássága

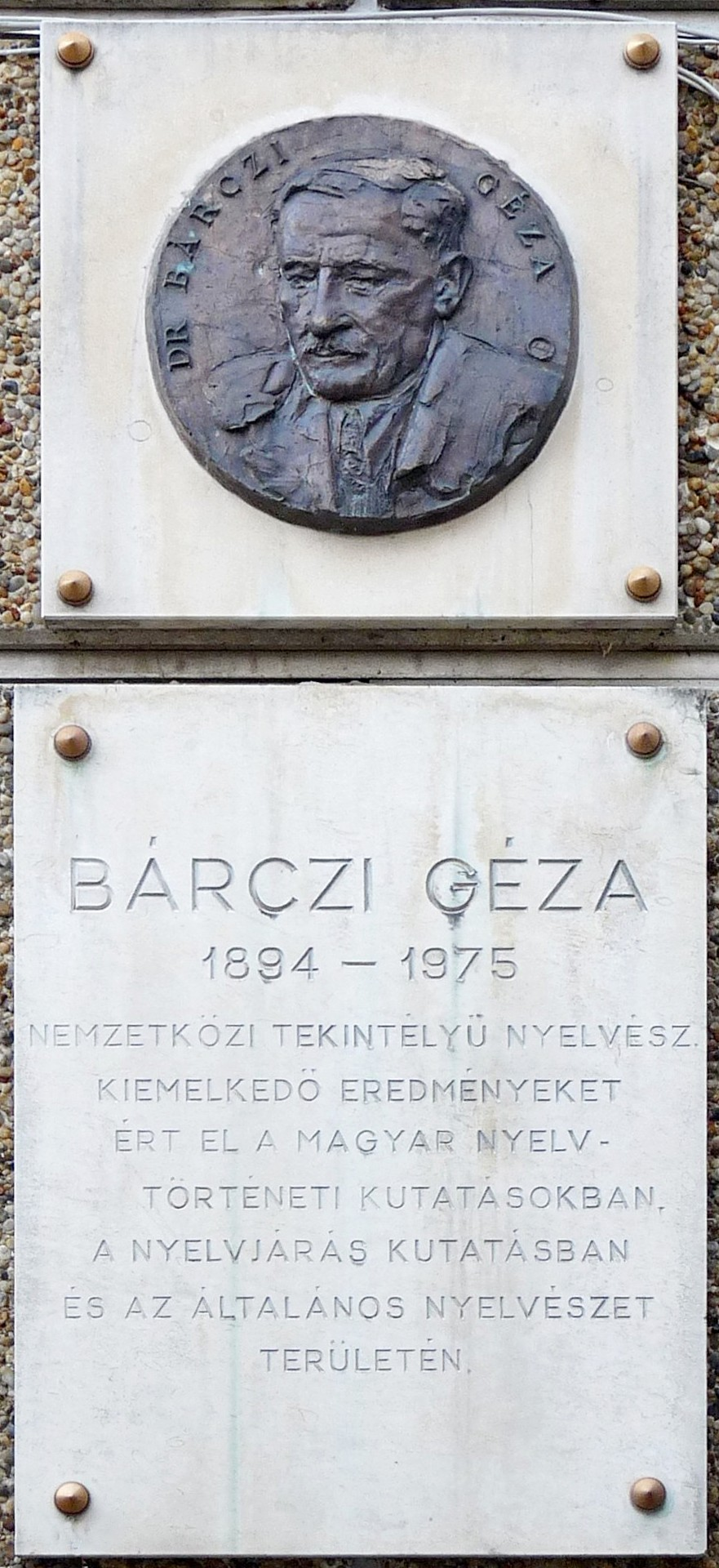
Bárczi Géza emléktáblája Békásmegyeren, a róla elnevezett általános iskola falán (Budapest III. ker. Bárczi Géza utca 2.)

Bárczi Géza kutatásai a magyar nyelvtörténet egészét átfogják. Igazi szintézisalkotó volt, aki vizsgálataiban a rendszertani szemléletet érvényesítette.
Az 1920-as és 1930-as években Bárczi tudományos munkáinak középpontjában a romanisztika állt. 1923-tól jelentek meg a Magyar Nyelvben a francia jövevényszavakat vizsgáló írásai, melyek a jövevényszó-kutatás módszertana szempontjából is irányadók. Idevágó kutatásait egy átfogó kismonográfiában összegezte (1938). Ennek nyomán lett a Magyar Tudományos Akadémia levelező tagja (1939). Székfoglaló előadásának címe: Francia hatás a középkori magyar hangjelölésben. 1932–1935-ben a Revue des Études hongroises folyóirat egyik szerkesztője volt.
Pályáján fordulatot jelent a Magyar szófejtő szótár megjelenése (1941). Ez a mű az első teljes magyar etimológiai szótár, mely szerzőjének kivételes kritikai érzékéről és szintézisalkotó szelleméről tanúskodik. Bárczi ebben az évben kapta kinevezését a debreceni egyetemre, ahol a magyar nyelvtudomány kiemelkedő, sokoldalú művelőjévé vált. Egymás után írta meg kézikönyv értékű tankönyveit a bevezetés a nyelvtudományba, a fonetika, a hangtörténet, a szókészlettan (benne a névtan) és a történeti alaktan köréből. Erre a korszakra esett a tihanyi alapítólevélnek szentelt monográfia megírása (1951), mely úttörő alkotás a nyelvemlékelemzés területén, s melyet 1952-ben Kossuth-díjjal jutalmaztak. Ez a könyv alapmű az Árpád-kori magyar nyelv megközelítéséhez. Ugyanez mondható el Bárczi két posztumusz munkájáról: A Halotti beszéd nyelvtörténeti elemzése (1982) és A magyar igeragozás története (1990).
Bárczi érdeklődése korán felébredt a különféle nyelvváltozatok iránt. Már az 1930-as évektől tanulmányokat szentelt a pesti nyelvnek, az argónak, a városi népnyelvnek. Debrecenben, Csűry Bálint örökségének letéteményeseként fontos feladatának tartotta a nyelvjáráskutatást. Szerkesztője lett az elődje által alapított Magyar Népnyelvnek, megszervezte A magyar nyelvjárások atlaszának munkálatait, előkészítette az Új magyar tájszótárt, s vizsgálatokba kezdett a nyelvjárástörténet terén is. Amikor a Magyar Tudományos Akadémia rendes tagja lett (1947), székfoglaló előadását a 16. századi magyar nyelvjárások kérdéseiről tartotta.
Életművének úgyszólván foglalata A magyar nyelv életrajza című mű (1963), amely a legmagasabb szintű tudományosságot ötvözi a közérthetőséggel, így mind a szakemberek, mind a szélesebb olvasóközönség számára átfogó képet nyújt a magyar nyelv történetéről. Szemléletének fontos vonása, hogy az egyes korszakok nyelvi leírását történeti és művelődéstörténeti keretbe helyezi. E munkájáért és egész életművéért az Állami Díj I. fokozatában részesült (1970). E nagy mű megalkotása egyúttal több új terület feltárását is jelentette. Ezek közé tartozik a középmagyar és az újmagyar kor részletes bemutatása, a missziliskutatás, a nyelvjárások és a nyelvi norma vizsgálata az egyes korszakokban. Mindez több tanítványa és kollégája érdeklődését is felkeltette e területek iránt. Ugyancsak a szintézis műfaját képviselik a Bárczi–Benkő–Berrár-tankönyv (1967) általa írt tömör és világos fejezetei.
Bárczi lexikográfiai tevékenységének újabb eredménye A magyar nyelv értelmező szótára (1–7., 1959–1962), melynek munkálatait Országh Lászlóval vezette. Ő volt az általános lektora A magyar nyelv történeti-etimológiai szótárának (Benkő Loránd főszerkesztésében, 1–3., 1967–1976).
Nyelvművelő tevékenysége szoros kapcsolatban állt a nyelvi változások iránti élénk érdeklődésével és a nyelv kifejező erejére irányuló figyelmével. Kivételes érzéke volt ahhoz, hogy a tudomány eredményeit szélesebb körben is megossza. Fontosnak tartotta a kapcsolattartást a nagyvilágban élő magyarokkal.
Bárczi Gézát az eszperantó mozgalom is magáénak tudja. Ifjúkora óta elkötelezett híve volt e nyelvnek: gimnazista korában eszperantó klubot alapított, s több részletet is lefordított Az ember tragédiájából. Eszperantó nyelvű versei, szépprózai írásai, műfordításai a La Verda Standardo című lapban jelentek meg. Bekerült a lap szerkesztőbizottságába, majd annak főszerkesztője lett (1914). Később, az 1960-as években az ELTE professzoraként támogatta Szerdahelyi Istvánt az eszperantó szak megalapításában. Meggyőződése volt, hogy a nemzetközi közvetítő nyelv szerepére az eszperantó a legalkalmasabb.
Jelentős szerepet játszott a közművelődésben is. Benkő Loránd búcsúztatója szerint fel kell idéznünk mindazt, „amit közelebbről a magyar nyelvtudományért, tágabb értelemben a magyarság szellemi műveltségének emeléséért tett”.

### Tudományos tagságai
A tudományos közéletben már az 1940-es évektől egyre jelentősebb szerepet játszott, akadémiai tagsága mellett a Magyar Nyelvtudományi Társaság meghatározó személyiségévé vált. Ennek egyik alelnöke (1944–1948), társelnöke (1951–1954, 1956–1957), majd 1959-től haláláig elnöke volt. Aktív szerepet vállalt az MTA számos bizottságában, így a Nyelvtudományi Bizottságban és a Nyelvtudományi Munkabizottságban (ennek elnökeként is). Az MTA Nyelvtudományi Intézet tudományos tanácsának is tagja volt. Részt vett az Anyanyelvi Konferenciák elindításában, vállalva a védnökség elnöki feladatait is. A helsinki Finnugor Társaság (Suomalais-ugrilainen Seura) külső (1942), majd tiszteleti (1958) tagjának választotta. Számos kiadványt szerkesztett, tagja volt a Magyar Nyelv és a Magyar Nyelvőr szerkesztőbizottságának.

### Díjai, elismerései
- Sámuel–Kölber-díj (1930–1931)
- Kossuth-díj II. fokozat (1952)
- Munka Érdemrend (1955)
- Munka Érdemrend arany fokozat (1964)
- Állami Díj I. fokozat (1970) – a magyar nyelv életrajza című munkájáért és egész életművéért
- Debreceni Egyetem díszdoktora (1973)

## Emlékezete
Születésének 100. évfordulójára egy emlékkönyv és egy centenáriumi kötet látott napvilágot (1994).
Munkásságának tiszteletére a Magyar Nyelvtudományi Társaság Bárczi Géza-emlékérmet és -díjat alapított, melyet 1994-től ítélnek oda a nyelvtudomány, különösen a nyelvtörténet területén kiváló teljesítményt nyújtóknak. Díjazottjai: Hegedűs Attila és Papp Lajos (1994), D. Bartha Katalin (1995), Penavin Olga (1996), N. Abaffy Csilla (1997), Ruzsiczky Éva (1998), S. Hámori Antónia (1999), Velcsov Mártonné (2001), Szathmári István (2004), Keszler Borbála (2009), Haader Lea (2010), A. Molnár Ferenc (2011), Korompay Klára (2023).
Budapest III. kerületében, Békásmegyeren utcát és általános iskolát neveztek el róla.

## Művei (válogatás)
- A „pesti nyelv”. A Magyar Nyelvtudományi Társaság Kiadványai 29. Budapest, 1932.
- Ó-francia hang- és alaktan. Tudományos Gyűjtemény 34. Pécs–Budapest: Danubia, 1933.
- A középkori vallon–magyar érintkezésekhez. Századok 71 (1937): 399–416.
- A magyar nyelv francia jövevényszavai. A Magyar Nyelvtudomány Kézikönyve 1/12. Budapest: Magyar Tudományos Akadémia, 1938.
- Magyar szófejtő szótár. Budapest, 1941.
- A városi népnyelv kérdéséhez. Magyar Népnyelv 3 (1941): 70–85.
- Régi magyar nyelvjárások. Budapest: A Néptudományi Intézet kiadványa, 1947.
- Fonetika. Egyetemi Magyar Nyelvészeti Füzetek. Budapest: Tankönyvkiadó, 1951.
- A tihanyi apátság alapítólevele mint nyelvi emlék. Nyelvészeti Tanulmányok 1. Budapest: Akadémiai Kiadó, 1951.
- A magyar szókincs eredete. Egyetemi Magyar Nyelvészeti Füzetek. Budapest: Tankönyvkiadó, 1951. Második, bővített kiadás: 1958.
- Bevezetés a nyelvtudományba. Egyetemi Magyar Nyelvészeti Füzetek. Budapest: Tankönyvkiadó, 1953.
- Magyar hangtörténet. Egyetemi Magyar Nyelvészeti Füzetek. Budapest: Tankönyvkiadó, 	1954. Második, bővített kiadás: 1958.
- Magyar történeti szóalaktan. I. A szótövek. Egyetemi Magyar Nyelvészeti Füzetek. Budapest: Tankönyvkiadó, 1958.
- A magyar nyelv értelmező szótára 1–7. (Országh Lászlóval.) Budapest: Akadémiai Kiadó, 1959–1962.
- A magyar nyelv életrajza. Budapest: Gondolat, 1963.
- Nyelvművelésünk. Budapest: Gondolat, 1974.
- A magyar nyelv története. (Benkő Loránddal és Berrár Jolánnal.) Budapest: Tankönyvkiadó, 1967.
- A magyar nyelv múltja és jelene. Összeállította és szerkesztette Papp László. Budapest: Gondolat, 1980.
- A Halotti beszéd nyelvtörténeti elemzése. Nyelvészeti Tanulmányok 24. Sajtó alá rendezte és szerkesztette E. Abaffy Erzsébet és N. Abaffy Csilla. Budapest: Akadémiai Kiadó, 1982.
- A nemzetközi nyelvről. Szerkesztette Benczik Vilmos. Budapest: Magyar Eszperantó Szövetség, 1987.
- A magyar igeragozás története. Sajtó alá rendezte és szerkesztette E. Abaffy Erzsébet és N. Abaffy Csilla. Nyelvtudományi Értekezések 130. Budapest: Akadémiai Kiadó,1990.